# Armen Lubin

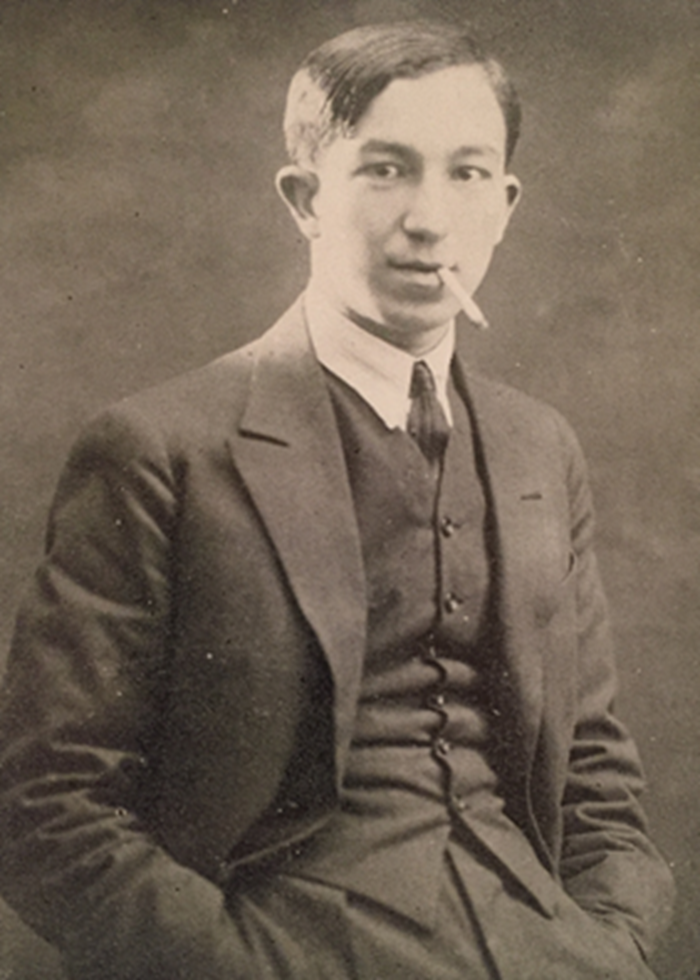
Armen Lubin in 1925

Armen Lubin, of Chahan Chahnour, geboren als Chahnour Kerestedjian (Üsküdar, Constantinopel, 3 augustus 1903 - Saint-Raphaël, 20 augustus 1974) was een Franse schrijver van Armeense afkomst. Hij was lid van het Collège de 'Pataphysique.
Armen Lubin was de zoon van Takouhie, zuster van de schrijver Teotig. Hij studeerde aan de Berberian School, waar hij in 1921 afstudeerde. Hij leerde Frans tijdens deze periode. In 1922 verliet hij Turkije en verhuisde het jaar daarop naar Parijs, waar hij tot 1939 fotograaf werd.
Armen Lubin was een schrijver die actief deelnam aan de Armeense literaire beweging in Frankrijk vanaf het einde van de jaren 1920. Hij publiceerde romans in het Armeens onder de naam Chahan Chahnour: zijn eerste roman, Retraite sans chanson, dateert van 1929. Hij was een tijdje redacteur van het tijdschrift Menk. Tijdens de jaren 1930, schreef hij ook artikelen in Abaka.
In 1945 begon hij in het Frans te schrijven onder het pseudoniem Armen Lubin, nadat hij gedeeltelijk hersteld was van zijn gezondheidsproblemen (tuberculose of osteolyse). Hij werd bekend en won literaire prijzen. Hij oversteeg pijn met tedere, vaak vrolijke en bittere poëzie, en met een oor voor de zwaksten onder de wezens. Na 1958 begon hij weer in het Armeens te schrijven.
Hij werd lid van het Collège de 'Pataphysique in 1959.